# Домброва (Пшисуський повіт)
Домброва (пол. Dąbrowa) — село в Польщі, у гміні Одживул Пшисуського повіту Мазовецького воєводства.
Населення — 118 осіб (2011).
У 1975-1998 роках село належало до Радомського воєводства.

## Демографія
Демографічна структура станом на 31 березня 2011 року:
|          | Загалом | Допрацездатний вік | Працездатний вік | Постпрацездатний вік |
| -------- | ------- | ------------------ | ---------------- | -------------------- |
| Чоловіки | 69      | 15                 | 48               | 6                    |
| Жінки    | 49      | 9                  | 22               | 18                   |
| Разом    | 118     | 24                 | 70               | 24                   |